# (85214) Sommersdorf
(85214) Sommersdorf est un astéroïde de la ceinture principale.

## Description
(85214) Sommersdorf est un astéroïde de la ceinture principale. Il fut découvert le 21 septembre 1992 à Tautenburg par Freimut Börngen et Lutz Dieter Schmadel. Il présente une orbite caractérisée par un demi-grand axe de 2,17 UA, une excentricité de 0,16 et une inclinaison de 3,4° par rapport à l'écliptique.